# Айнгаузен (Тюрингія)
Айнгаузен (нім. Einhausen) — громада в Німеччині, розташована в землі Тюрингія. Входить до складу району Шмалькальден-Майнінген. Складова частина об'єднання громад Дольмар-Зальцбрюкке.
Площа — 5,33 км2. Населення становить 408 ос. (станом на 31 грудня 2021).

## Галерея

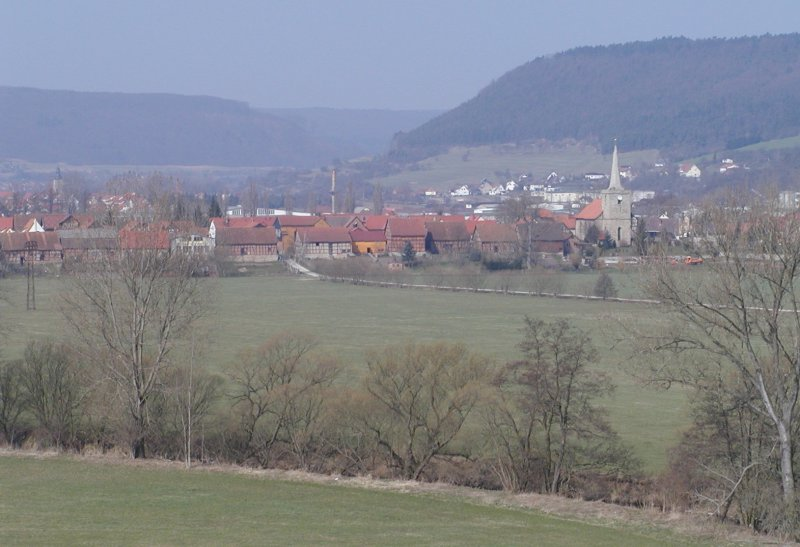
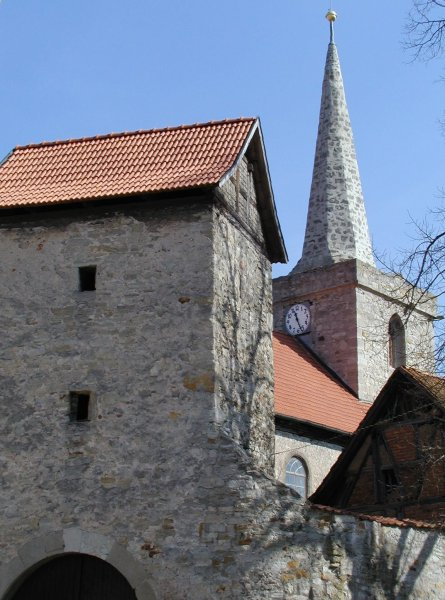
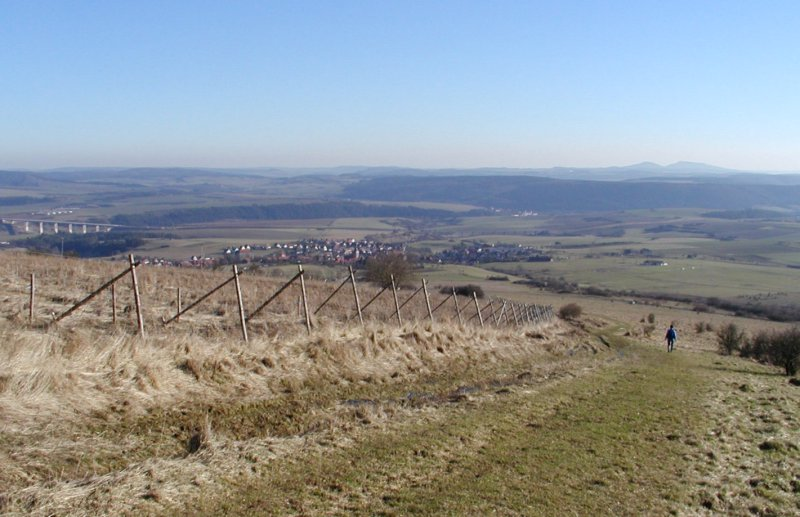